# 杜剌特·蘇丹·哈努姆
杜剌特·蘇丹·哈努姆（?—1538年），東察合台汗國公主，她是羽奴思汗和二皇后沙貝姬的公主，也是莫臥兒帝國皇帝巴布爾的姨媽。
她的祖父是歪思汗，是蒙古帝國的創始人成吉思汗的直系後裔。作為可汗的女兒，道拉特蘇丹生來就擁有“Khanum”（“可汗或公主的女兒”）的稱號。
1501-02 年，她在塔什干和她的姐姐忽都魯·尼格爾·哈努姆在分離十三四年後去看望她。後者的兒子巴布爾正流亡在外。1503 年，穆罕默德·昔班尼洗劫了塔什干，並將杜剌特特蘇丹強行嫁給了他的兒子帖木兒。他們有一個女兒，她一直留在他的後宮中，直到1511年巴布爾佔領撒馬爾罕，她才加入了他的行列。1513 年，她與他一起南下，與另一個侄子米爾扎·韋斯汗一起在巴達赫尚逗留了幾年，米爾扎·韋斯汗對她的行為就像兒子一樣。
另一個侄子，她哥哥速檀阿黑麻的兒子薩亦德於是帶著昂貴的禮物邀請她去喀什噶爾拜訪他。她走過了漫長而艱難的旅程，在葉爾羌與他會合，與他一起度過了餘生。巴布爾提到她的養兄弟在1519年9月8日給他帶來了她的消息和信件。同年，賽義德的長兄滿速兒去喀什噶爾看望他“心愛的姑姑”。